# Hale White

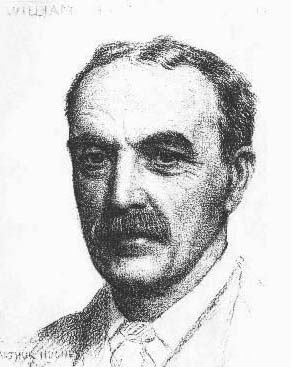
William Hale White, dibujo al crayón (1887) del artista Arthur Hughes (1831-1915), consuegro de White.

William Hale White (22 de diciembre de 1831 - 14 de marzo de 1913), conocido por su seudónimo de Mark Rutherford, fue un escritor y funcionario público británico.

## Vida y carrera
White nació en Bedford y estudió en la Bedford Modern School. Su padre, William White, miembro de la disidente comunidad de las Reunión Bunyan, se mudó con su familia a Londres, donde llegó a ser bien conocido como uno de los porteros de la Casa Cámara de los Comunes; escribió bocetos de la vida parlamentaria en el periódico Illustrated Times. Su hijo recopiló esos escritos y los publicó como La vida interior de la Cámara de los Comunes, en 1897.
White fue educado para ser ministro congregacional, pero el desarrollo de sus puntos de vista le impidieron asumir esa carrera, y se convirtió en un empleado del Almirantazgo. Él ya había cumplido un aprendizaje en periodismo antes de dar a conocer sus tres novelas autobiográficas, supuestamente editadas por un tal Reuben Shapcott:
The Autobiography of Mark Rutherford (1881),
Mark Rutherford Deliverance (1885), y
La revolución en el Círculo de Tanner (1887).
Bajo su propio nombre tradujo en 1883 la Ética de Baruch Spinoza.
Más tarde publicó La escolarización de Miriam, y otros papeles (1890), Catalina Furze (en dos volúmenes, 1893),
Clara Hopgood (1896),
Páginas de un diario, con otros papeles (1900), y
John Bunyan (1905).
Aunque durante mucho tiempo fue poco apreciado por el público, sus novelas ―sobre todo las primeras―, poseen una potencia y un estilo que le dieron un lugar propio en la historia de la literatura británica de su tiempo. George Orwell describe La liberación de Mark Rutherford como una de las mejores novelas escritas en inglés.

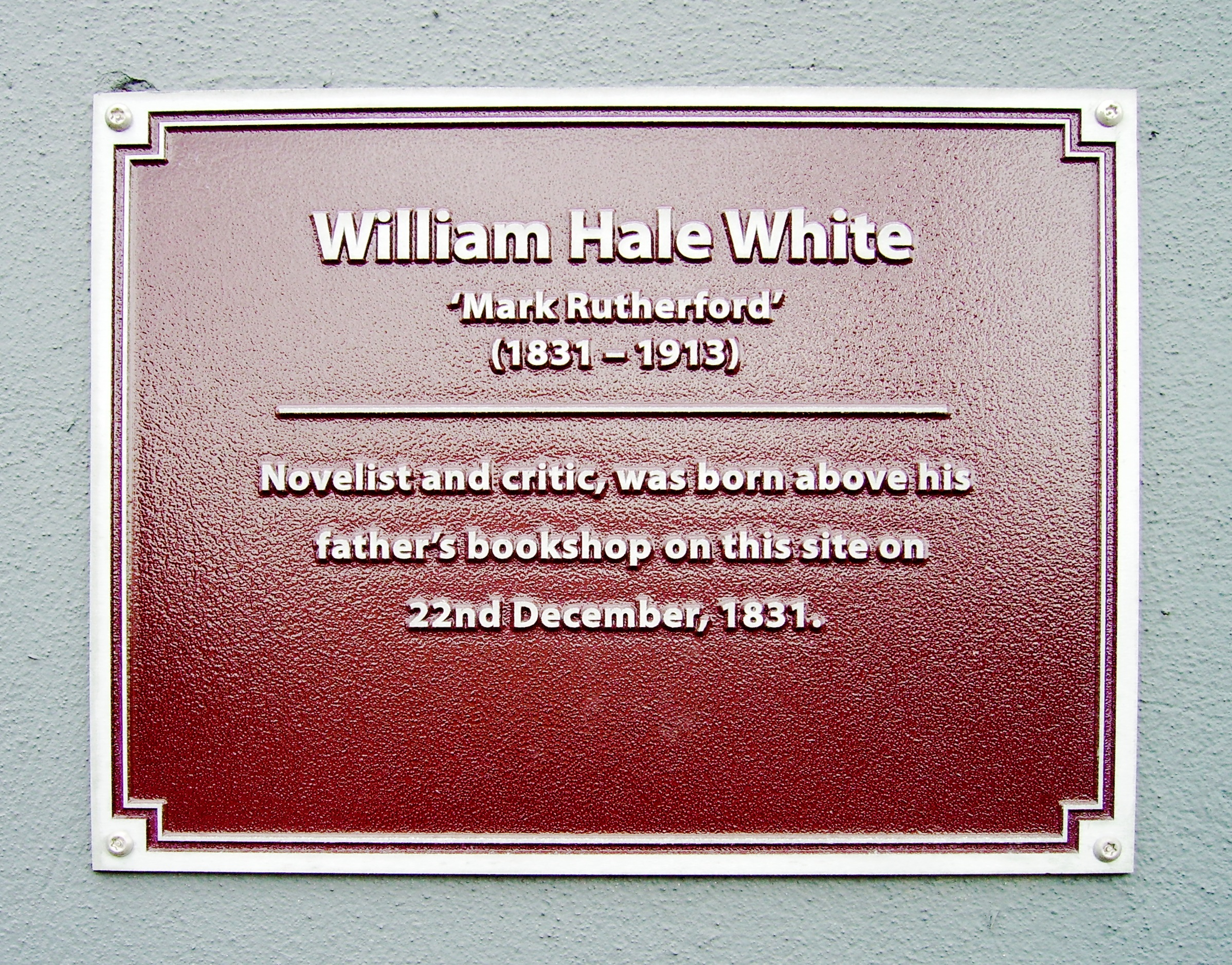
Placa en su lugar de nacimiento.

Bedford ahora tiene una escuela que lleva su nombre (Mark Rutherford School). Una placa conmemora a White en la casa del 19 Park Hill, en Carshalton.

## Familia

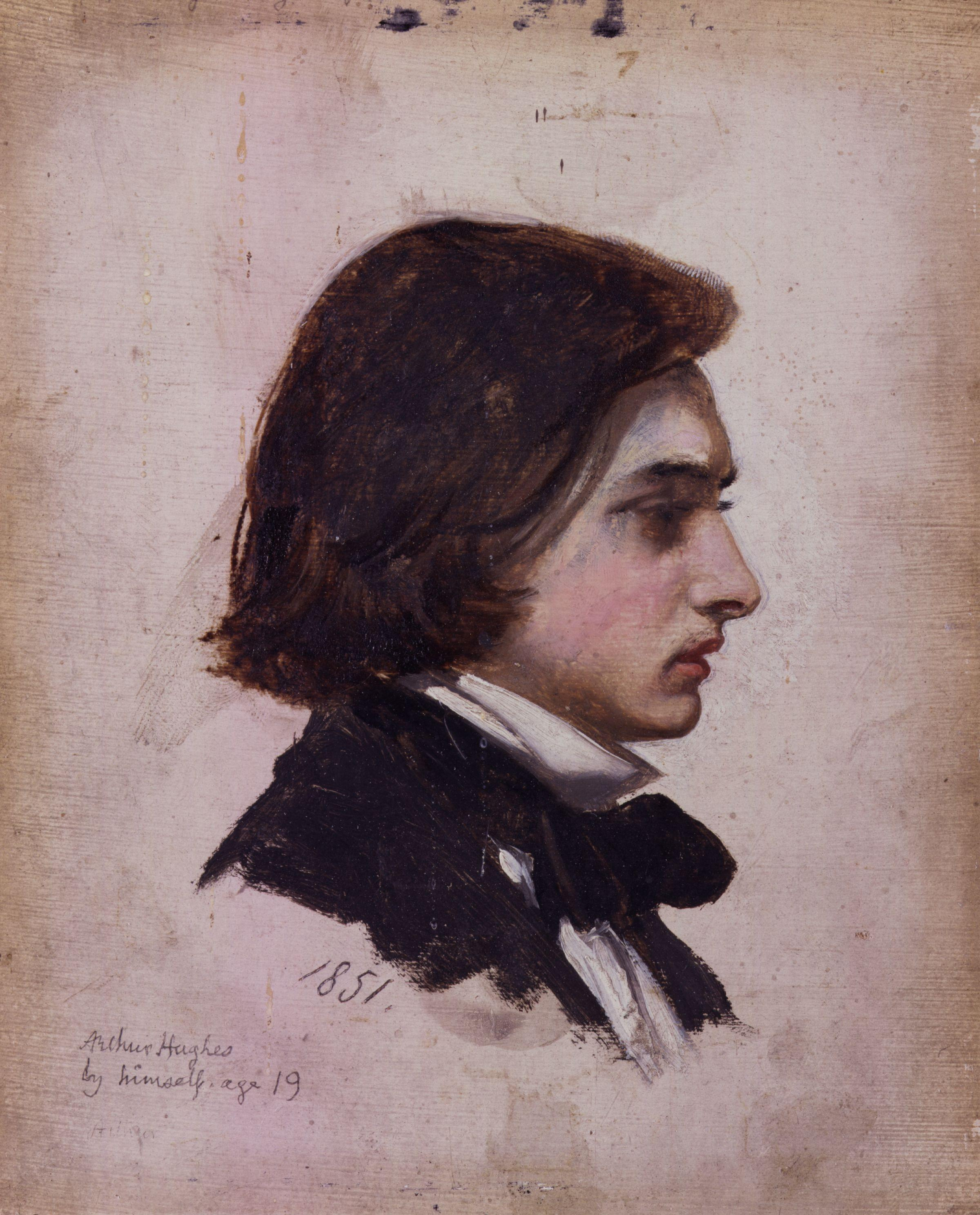
El pintor Arthur Hughes (1831-1915), consuegro de Hale White.

Su hijo mayor, sir William Hale-White, fue un distinguido médico.
Su segundo hijo, Jack, se casó con Agnes Hughes, una de las hijas de Arthur Hughes.

### Novelas
- The autobiography of Mark Rutherford: dissenting minister. Londres: Trubner and Co., 1881.
- Mark Rutherford's deliverance. Londres: Trubner and Co., 1885.
- The revolution in Tanner's Lane. Londres: Trubner and Co., 1887.
- Miriam’s schooling. Londres: Trubner and Co., 1890.
- Catharine Furze. Londres: T. Fisher Unwin, 1893.
- Clara Hopgood. Londres: T. Fisher Unwin, 1896.